# Jacopo de' Barbari
Pour les articles homonymes, voir Barbari (homonymie), Barberino et Barbary.
Jacopo de' Barbari ou Jacopo di Barberino, Jacques de Barbary en français, surnommé le « Maître au caducée », né à Venise vers 1445 et mort à Bruxelles en 1516, est un peintre, graveur et miniaturiste italien de l'école vénitienne au style très personnel.
Il a déménagé de Venise en Allemagne en 1500, devenant ainsi le premier artiste italien de la Renaissance à travailler en Europe du Nord. Ses quelques peintures survivantes (une douzaine environ) incluent le premier exemple connu de trompe-l'œil depuis l'Antiquité. Ses vingt-neuf gravures et ses trois très grandes gravures sur bois ont également eu une influence artistique notable, dont l'un des plus grands chefs-d'œuvre de la cartographie urbaine, la célèbre Vue de Venise.

## Biographie

### Origines
Son lieu et sa date de naissance sont inconnus, mais il est décrit comme un Vénitien par des contemporains, dont Albrecht Dürer (« van Venedig geporn »), et comme « vieux et faible » en 1511 : des dates comprises entre 1450 et 1470 ont donc été proposées. Certains pensaient qu'il était en fait né en Allemagne avant de déménager en Italie. Cependant cet avis n'est pas concluant et reste une hypothèse pour les chercheurs. Étant donné qu'une date antérieure lui aurait permis d'atteindre une importance soudaine à l'âge de près de cinquante ans, une date ultérieure semblerait plus probable. Il signe la plupart de ses gravures avec un caducée, le signe de Mercure, et la Nature morte avec perdrix et gants de fer avec son nom, « Jac.o de barbarj p 1504 » sur le morceau de papier peint. Il n'appartient  probablement pas à l'importante famille vénitienne Barbaro car il n'a jamais été répertorié dans la généalogie de cette famille.

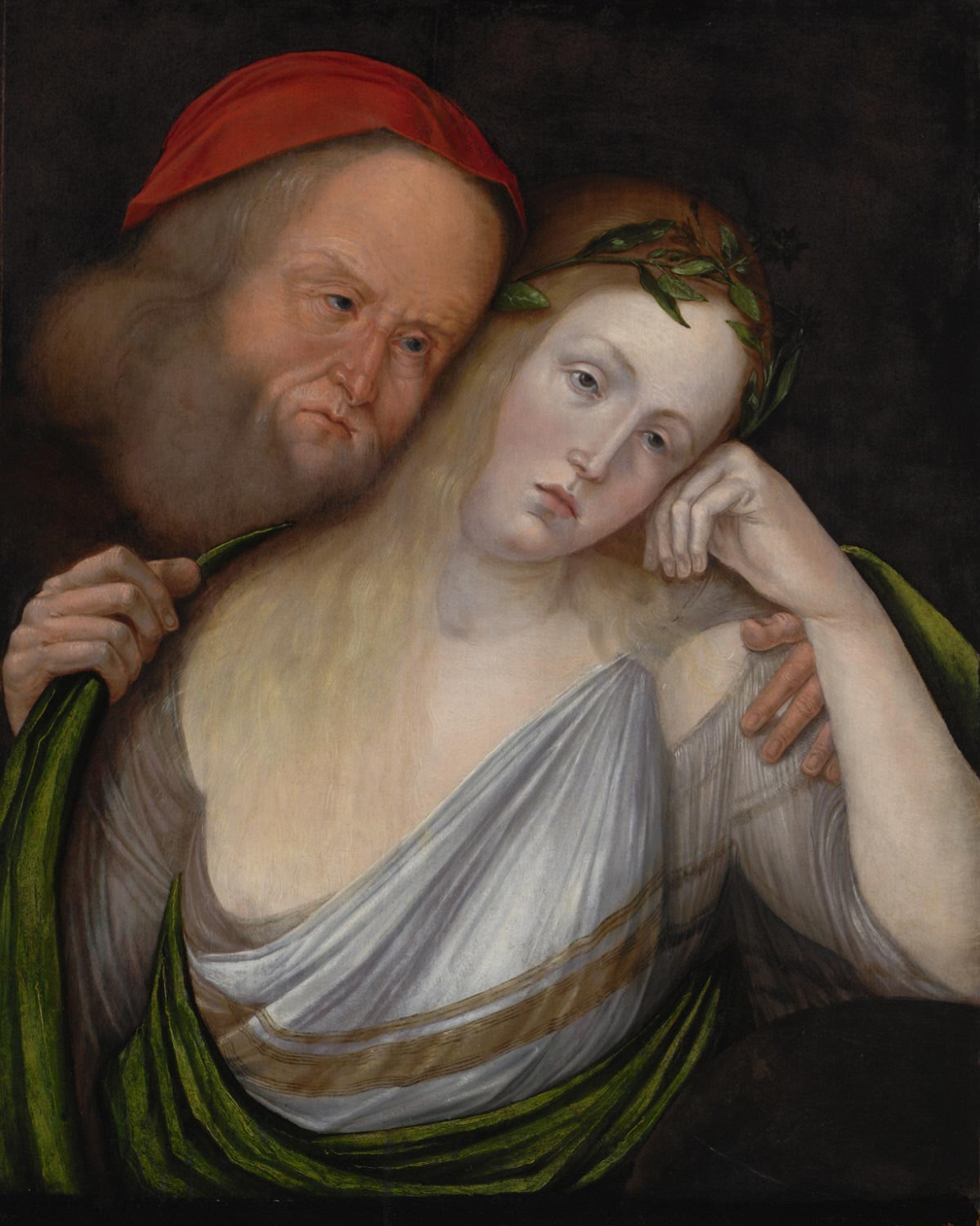
Un vieil homme et une jeune femme, 1503.

La difficile reconstruction biographique de l'artiste découle également du peu de sources et de citations présentes en Italie, contrairement à de nombreuses sources présentes à l'étranger même s'il est indiqué par des noms différents. L'artiste est également oublié par Giorgio Vasari, malgré la présence à Venise de sa grande œuvre Vue de Venise qui est attribuée au personnage le plus illustre de l'époque.
Il semble maintenant certain qu'il est né à Venise et qu'il est italien. Il existe certains de ses documents rédigés en italien et adressés à des correspondants allemands. La source de Marcantonio Michiel de 1521 confirme la naissance vénitienne et indique la présence de quelques œuvres de l'artiste dans la collection vénitienne Grimani : « Il y a encore des oeuvres de Iacomo de Barberino Veneziano qui se rendit en Allemagne et en Bourgogne, et prit cette manière, il a fait beaucoup de choses, zoè [...] ». Parmi celles-ci figure Un vieil homme et une jeune femme (La nymphe Agapes et son vieux mari) réalisé en 1503.

### Allemagne et Pays-Bas
Ses premières décennies ne sont pas connues ; Alvise Vivarini a été suggéré comme son maître. Bernard Berenson le note en 1894, du fait des assonances stylistiques non seulement avec Vivarini mais aussi avec Antonello da Messina avec qui Vivarini a eu une importante relation, le travail de de' Barbari en serait la confirmation.
Il quitte Venise pour l'Allemagne en 1500, et par la suite est mieux documenté. Il travaille pour Maximilien Ier (empereur du Saint-Empire) à Nuremberg pendant au moins un an, et à Francfort-sur-le-Main. Il devient peintre officiel à la cour de l'empereur Maximilien Ier de 1503 à 1504. En 1503-1505, il est à Weimar au service de Frédéric III de Saxe dit le Sage, avant de se rendre à la cour de l'électeur Joachim Ier Nestor de Brandebourg dans les années 1506-1508.
En Allemagne, il est souvent connu sous le nom de « Jacop Walch », probablement de « Wälsch », étranger, un terme surtout utilisé pour les Italiens. Au XIXe siècle, une étude de Harzen relie les noms avec lesquels le personnage attribué plus tard à l'artiste s'appelle : « Jaconus Barbarus Venetur », « Barberino veneziano », « der Meister mit dem Schalangestabe », « Jacob Walch », et « Maistre Jacques ». Cela confirme combien sa présence estbien plus célèbre dans les pays nordiques que dans sa ville natale.
Il revient peut-être à Venise avec Philippe Ier le Beau de Bourgogne, pour qui il travaille plus tard aux Pays-Bas. À partir de mars 1510, il travaille comme valet de chambre et peintre auprès du gouverneur des Pays-Bas, successeur de Philippe Ier, Marguerite d'Autriche (1480-1530) à Bruxelles et à Malines.
En janvier 1511, il tombe malade et fait un testament ; en mars, l'archiduchesse lui accorde une pension viagère, en raison de son âge et de sa faiblesse (« debilitation et vieillesse »). Il meurt en 1516, laissant l'archiduchesse en possession de vingt-trois plaques de gravure, ce qui signifie que certaines gravures n'ont peut-être pas survécu, beaucoup de ses plaques étant probablement gravées des deux côtés.

### Postérité
Malgré ses œuvres, notamment les gravures, Jacopo de' Barbari est peu considéré par la critique jusqu'à la seconde moitié du XIXe siècle, lorsqu'il est désigné par Paul Kristeller comme un : « Pionnier de l'art italien en Europe » ; cette étude est l'une des meilleures en ce qui concerne le cadre géographique et stylistique de l'artiste et est demeurée une trace importante pour l'approfondissement de ses travaux. Au XXe siècle, l'étude de JA Levenson en 1978 est importante, reconstituant l'historiographie complexe de l'artiste à travers des sources et des documents

## Vue de Venise

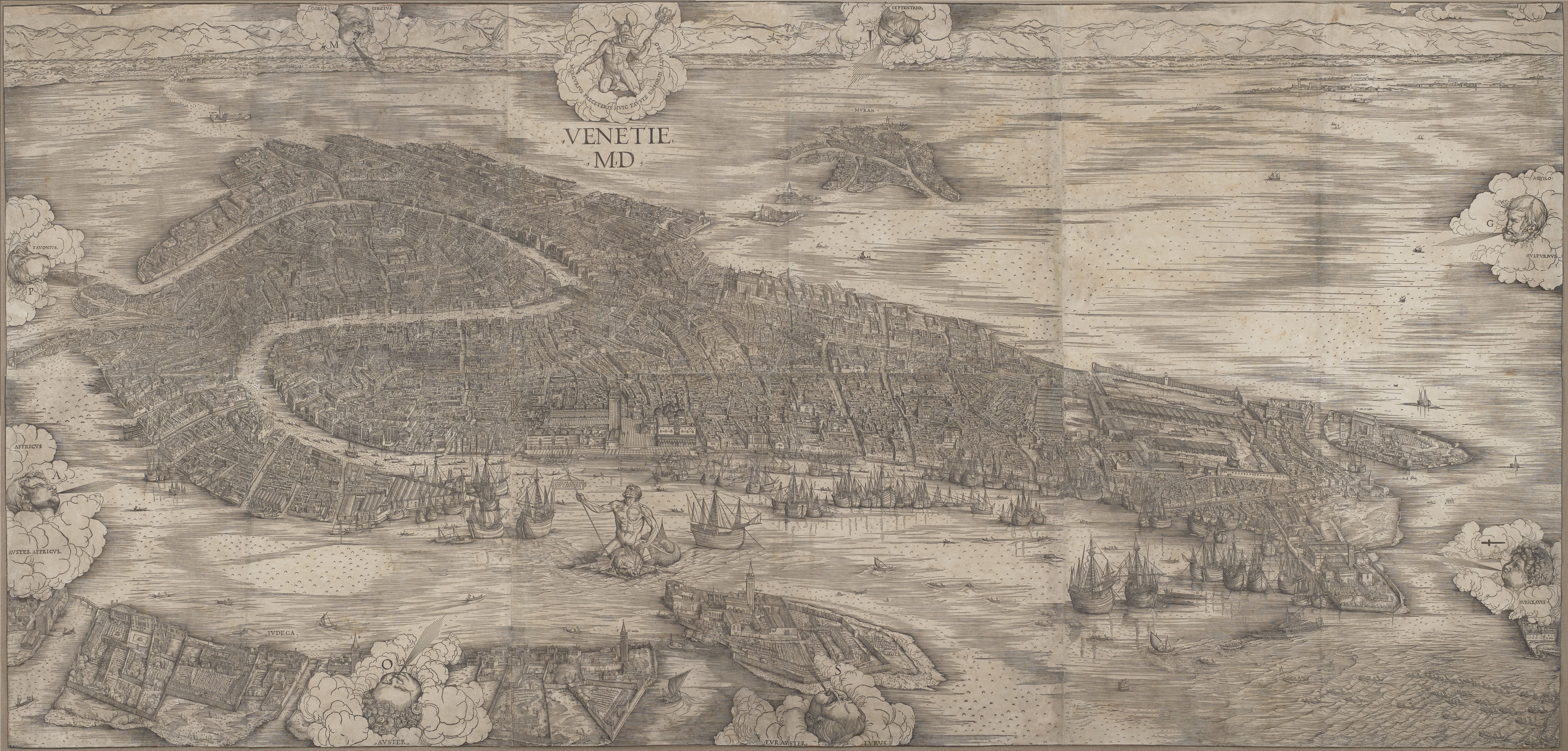
Vue de Venise, 1500, première version conservée au Minneapolis Institute of Art.

Sa première œuvre documentée est son immense et impressionnante vue aérienne gravée sur bois, Vue de Venise, pour laquelle la république de Venise accorde à l'éditeur allemand de Nuremberg installé à Venise Anton Kolb le privilège de l'imprimer le 30 octobre 1500, après trois ans de travail employés sur l'ouvrage pour graver méticuleusement les bois de poirier des planches,, dont onze épreuves nous sont parvenues (dont une au British Museum et une à la BnF). Ce travail s'appuie clairement sur le travail de nombreux arpenteurs, mais n'en est pas moins un exploit spectaculaire qui a provoqué un énorme émerveillement dès le début,. De' Barbari en a effectué le dessin et en a suivi la réalisation par des graveurs professionnels. Les épreuves ont été vendues trois florins, prix assez élevé. Elle a ensuite été mise à jour par d'autres pour intégrer la construction et de la modification des grands bâtiments de la ville dans une deuxième impression.
Malheureusement, pendant longtemps, elle n'a pas été attribuée à de' Barbari, mais à des artistes de cette époque plus importants.
Elle est composée de six planches qui, assemblées, forment un ensemble de 139 × 282 cm, permettant de recomposer une vue de la ville d'une extrême précision d'une surface de 4 m2. Les matrices sont conservées au musée Correr de Venise.
Il en existe deux versions. L'une comporte la date de 1500 (MD) et montre le toit temporaire du campanile après l'incendie de 1489. Dans la seconde, la date est effacée et le campanile est rénové (en 1511-1514).
Outre la Vue de Venise, il a produit deux autres gravures sur bois, à la fois d'hommes et de satyres, qui sont les gravures sur bois figuratives les plus grandes et les plus impressionnantes réalisées jusqu'alors, constituant pendant des décennies le point de référence des meilleures et grandes gravures sur bois italiennes. Elles peuvent également avoir été produites avant 1500 ; elles sont clairement fortement influencés par Andrea Mantegna.
Le Triomphe d'un homme sur un satyre (trois panneaux), achevé au début du XVIe siècle, est l'autre estampe multi-blocs notable de de' Barbari, mettant en évidence divers thèmes liés à la mythologie. Cette gravure en trois blocs représente les scènes juste après une bataille : des hommes et des femmes nus marchent vers un temple, des satyres vaincus sont ligotés comme des prisonniers et transportés dans des paniers. Plusieurs érudits tels que Juergen Schulz et David Landau ont suggéré le lien avec une autre gravure sur bois intitulée Bataille entre satyres et hommes (deux panneaux), dans laquelle l'une des plaques  représente exactement la scène de bataille de la bataille précédente de de' Barbari. L'architecture de Venise à l'arrière-plan de l'estampe se réfère à d'autres peintures de l'époque telles que la Procession sur la place Saint-Marc, achevée par Gentile Bellini en 1496.

## Rencontres avec Dürer

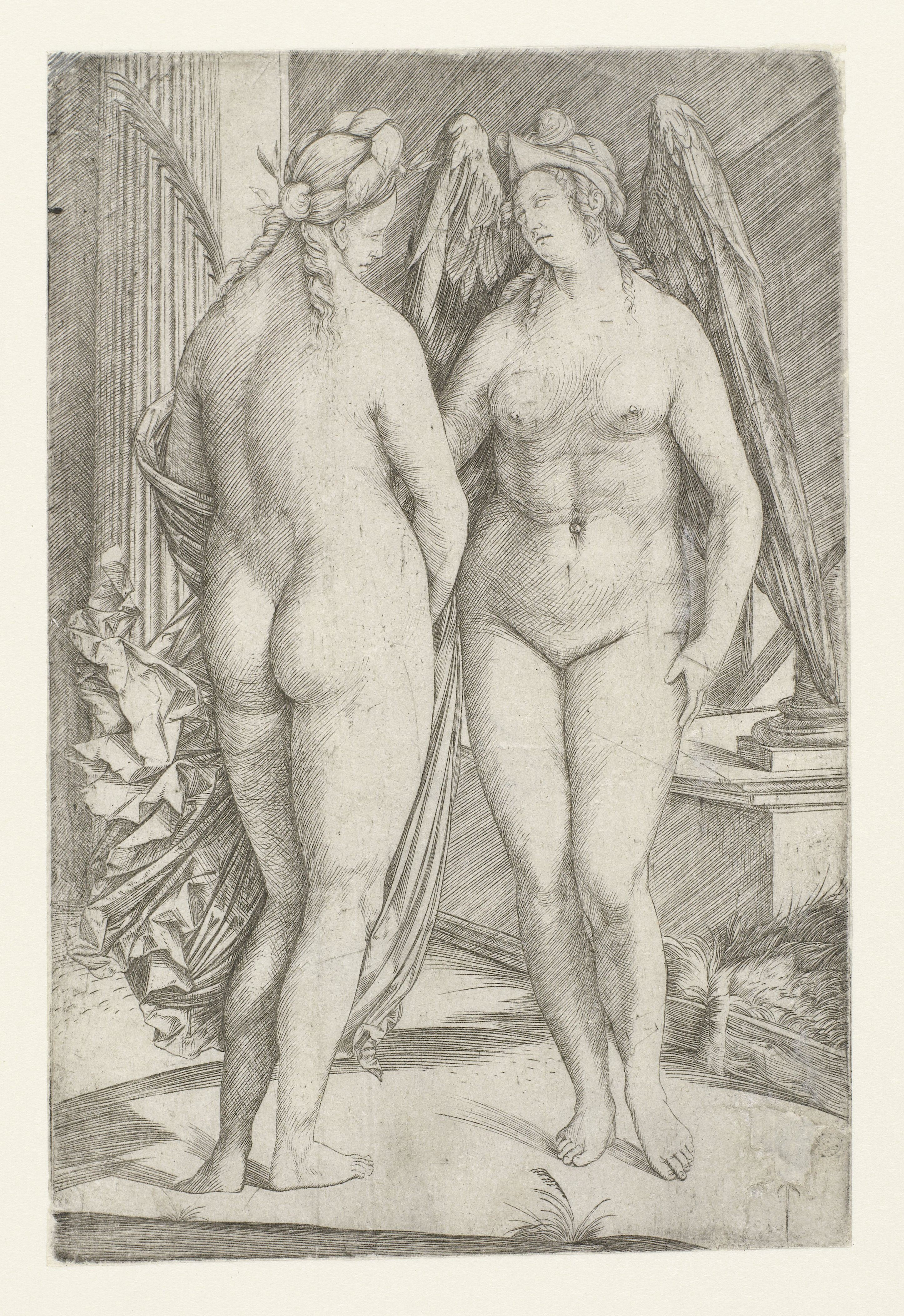
La Victoire et la Renommée.

Lorsque la Carte de Venise est publiée, de' Barbari est déjà parti pour l'Allemagne, où il rencontre Dürer, qu'il a peut-être déjà connu lors du premier voyage italien de Dürer (un passage d'une lettre de Dürer à ce sujet est ambigu). Ils discutent des proportions corporelles, qui ne sont manifestement pas l'une des forces de de' Barbari, mais Dürer est évidemment fasciné par ce qu'il a à dire, bien qu'il note que de' Barberi ne lui dit pas tout ce qu'il sait :
« Je ne trouve personne qui a écrit quoi que ce soit sur la façon de faire un canon des proportions humaines, sauf un homme nommé Jacob, né à Venise et un peintre charmant. Il m’a montré un homme et une femme qu’il avait fait selon mesure, de sorte que je voudrais maintenant voir ce qu’il voulait dire que voir un nouveau royaume... Jacobus ne voulait pas me montrer clairement ses principes, que j’ai bien vu. (D’un projet inédit de l’Introduction à Dürer de son propre livre sur les proportions humaines) »
À l'instar de Dürer, de' Barbari regarde également avec attention l'œuvre de Martin Schongauer, ce que révèlent aussi bien les drapés bouillonnants du vêtement de La Victoire et la Renommée que ses figures féminines traitées en pied, en petit format.
Vingt ans plus tard, Dürer tente en vain d'obtenir de l'archiduchesse Marguerite, régente des Habsbourg aux Pays-Bas, qu'elle lui remette un livre manuscrit qu'elle a sur le sujet par de' Barbari, alors décédé; le livre n'a pas survécu.

## Datation des œuvres

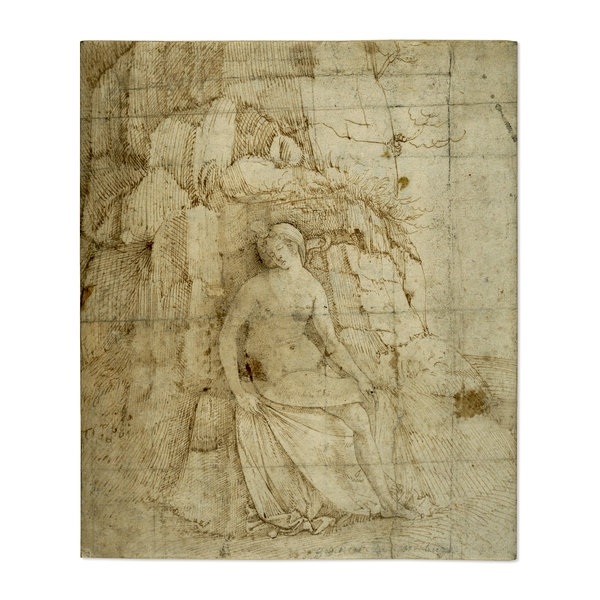
Cléopâtre.

De' Barberi passe un an à Nuremberg, où vit Dürer, entre 1500 et 1501 ; les deux artistes se sont influencés pendant de nombreuses années. Aucune de ses gravures n'est datée, aussi leur datation dépend de similitudes avec des gravures datées de Dürer, procédure compliquée et incertaine, compte tenu également de l'impossibilité d'établir lequel des deux a influencé le travail de l'autre. Cinq de ses gravures se trouvaient collées dans un manuscrit de Hartmann Schedel, achevé vers 1504-1506, ce qui donne plus d'informations sur les datations ultérieures, mais qui témoigne aussi du succès précoce de Vénitien auprès des élites humanistes au nord des Alpes. De' Barberi a probablement réalisé quelques gravures avant de quitter l'Italie, mais ses meilleures gravures (et peut-être toutes) ont probablement été réalisées après son déménagement en Allemagne dans les années 1500.
Certaines de ses peintures sont datées : 1500, 1503, 1504, 1508. Les documents relatifs à son engagement par Maximilien Ier suggèrent que son travail devait inclure des manuscrits d'enluminures, bien qu'aucune œuvre de ce type ne lui ait jusqu'à présent été attribuée. Le seul dessin qui lui soit attribué avec certitude est une Cléopâtre conservée au British Museum, apparemment réalisée comme étude pour une gravure qui n'a pas survécu.

## Gravures

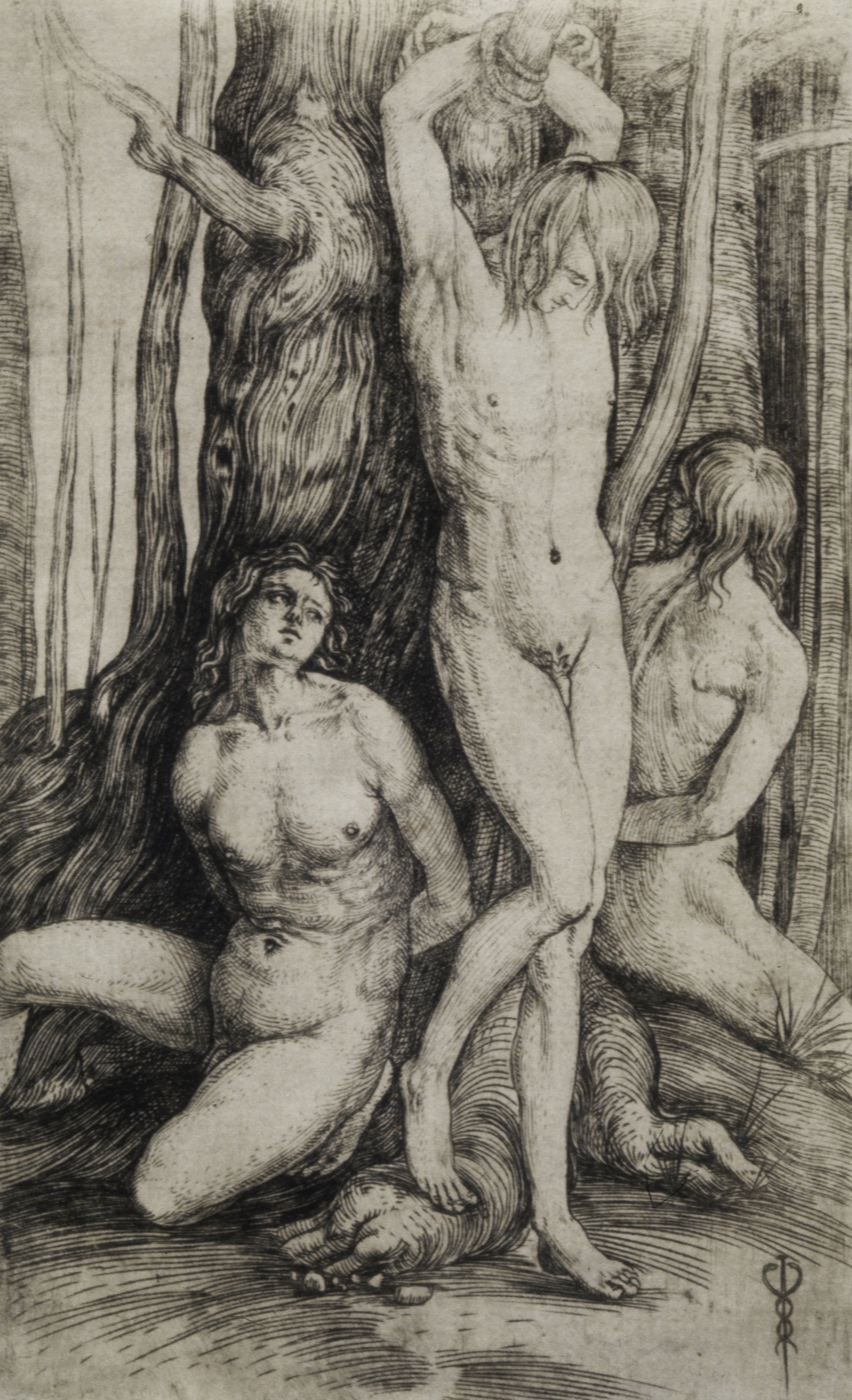
Trois Prisonniers attachés.

Son style est lié à son possible maître, Alvise Vivarini et à Giovanni Bellini, mais présente une qualité langoureuse qui lui est propre. Outre celle de Dürer, l'influence de la technique de Mantegna apparaît  dans ce qui est probablement ses premières eaux-fortes, réalisées au tournant du siècle, avec des dégradés parallèles. Ses gravures sont pour la plupart de petite taille, ne contenant que quelques figures. Des satyres truculents figurent dans plusieurs gravures et des personnages mythologiques sont souvent présents, dont deux Sacrifices à Priape.
Les premières gravures montrent des personnages avec « de petites têtes et des corps quelque peu informes, avec des épaules inclinées et des torses robustes soutenus par des jambes fines », caractéristiques également observées dans ses peintures. Plusieurs nus proviennent probablement d'une période intermédiaire, les plus célèbres étant Apollon et Diane, Saint Sébastien et les Trois prisonniers attachés. Dans ces œuvres, son habileté à organiser l'ensemble de la composition apparaît remarquablement perfectionnée.
Dans les œuvres ultérieures, son style devient plus italianisant et les compositions plus complexes. Celles-ci ont une atmosphère énigmatique, envoûtante, et une technique très raffinée. Selon JA Levenson, elles datent de sa période aux Pays-Bas et ont été influencés par le jeune Lucas van Leyden. Les contacts entre les Pays-Bas et Venise à cette époque sont également importants car les deux sont des régions portuaires en plein essor du fait du développement du commerce. En conséquence, non seulement les économies sont liées les unes aux autres, mais aussi l'art.

## Peintures

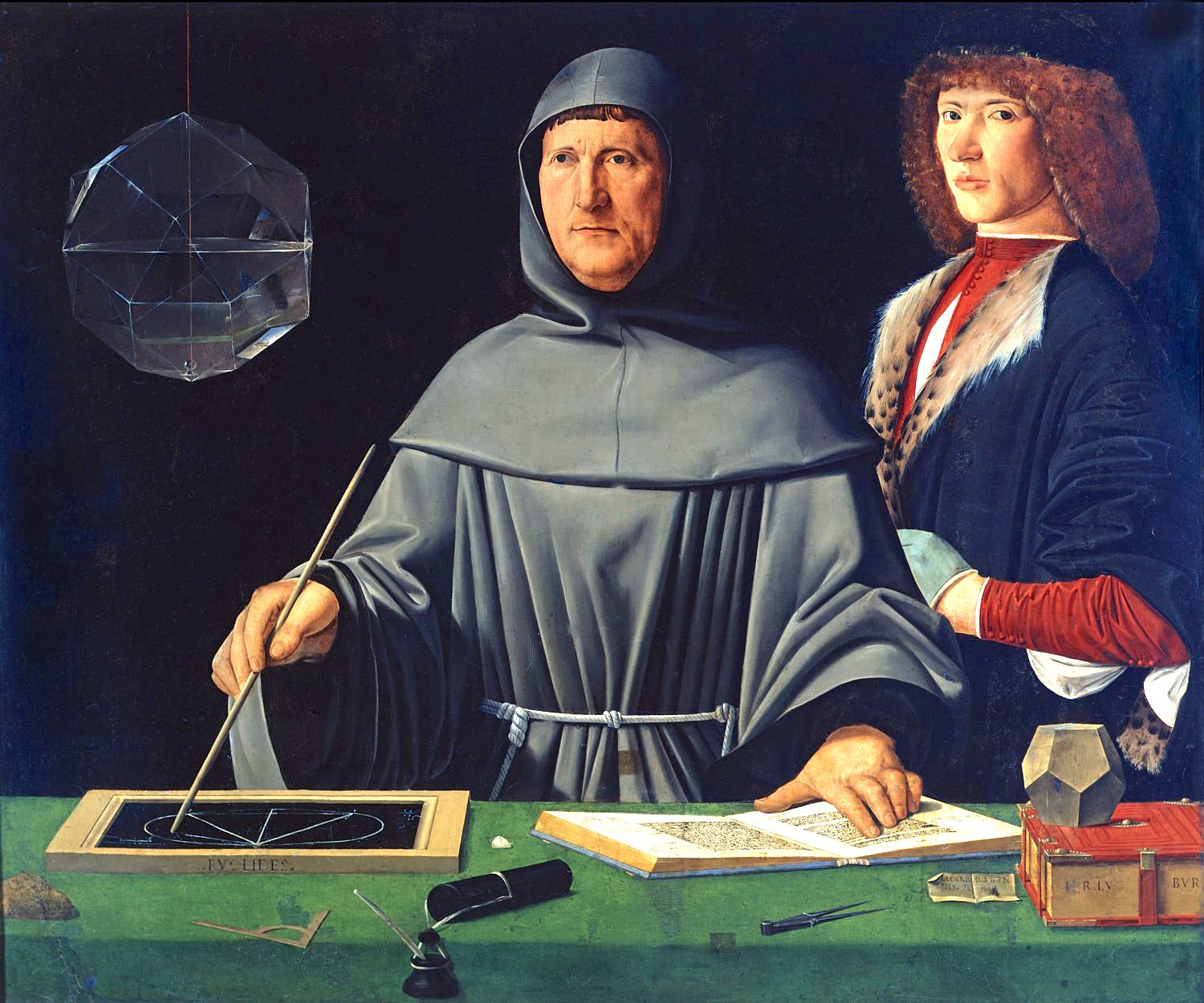
Portrait de Luca Pacioli.

Ses peintures sont pour la plupart des portraits ou des groupes à mi-corps de personnages religieux. Il peint un Épervier vivant (National Gallery, Londres), qui est probablement un fragment d'une œuvre plus vaste. La toute première nature morte, la Nature morte avec perdrix et gants de fer (Alte Pinakothek, Munich ), est souvent considérée comme la première peinture en trompe-l'œil à petite échelle depuis l'Antiquité ; il se peut qu'il s'agisse de la couverture ou du revers d'un portrait (cependant, Deux Dames vénitiennes, un panneau fragmentaire d'un autre Vénitien, Vittore Carpaccio, a un porte-lettres en trompe-l'œil datant d'environ 1490 au revers). La Gemäldegalerie (Berlin) conserve un Portrait d'un Allemand et un sujet religieux, le musée du Louvre un groupe religieux et le Philadelphia Museum of Art une paire de personnages.
Œuvre contestée mais célèbre, le Portrait de Luca Pacioli se trouve au musée de Capodimonte de Naples. Il montre le mathématicien franciscain et expert en perspective Luca Pacioli démontrant la géométrie à une table sur laquelle reposent sa propre Summa et une œuvre d'Euclide. Le tableau est rempli d'outils géométriques : ardoise, craie, compas, un modèle de dodécaèdre. Un rhombicuboctaèdre à moitié rempli d'eau est suspendu au plafond. Pacioli démontre un théorème d'Euclide. Il est accompagné d'un élève non identifié. L'œuvre est signée « IACO. BAR VIGEN/NIS 1495 ». Jacopo de 'Barbari se voit attribuer une Bénédiction du Christ exposée au Snite Museum of Art de l'université de Notre-Dame-du-Lac, Indiana.

## Liste des principales œuvres

### Peintures
- La Vierge et l'Enfant entre saint Jean-Baptiste et saint Antoine abbé, dite La Vierge à la fontaine, v. 1490, huile sur toile, 47 × 55 cm, musée du Louvre, Paris
- Portrait de Luca Pacioli avec son élève, 1495, Musée de Capodimonte, Naples
- Un vieil homme et sa jeune épouse, 1503, huile sur bois, 40 × 32 cm, Philadelphia Museum of Art
- Nature morte avec perdrix et gants de fer (1504), Alte Pinakothek, Munich
- Portrait d'Heinrich (1479-1552), Duc de Mecklenburg, 1507, huile sur bois, 59 × 37 cm, Royal Picture Gallery Mauritshuis

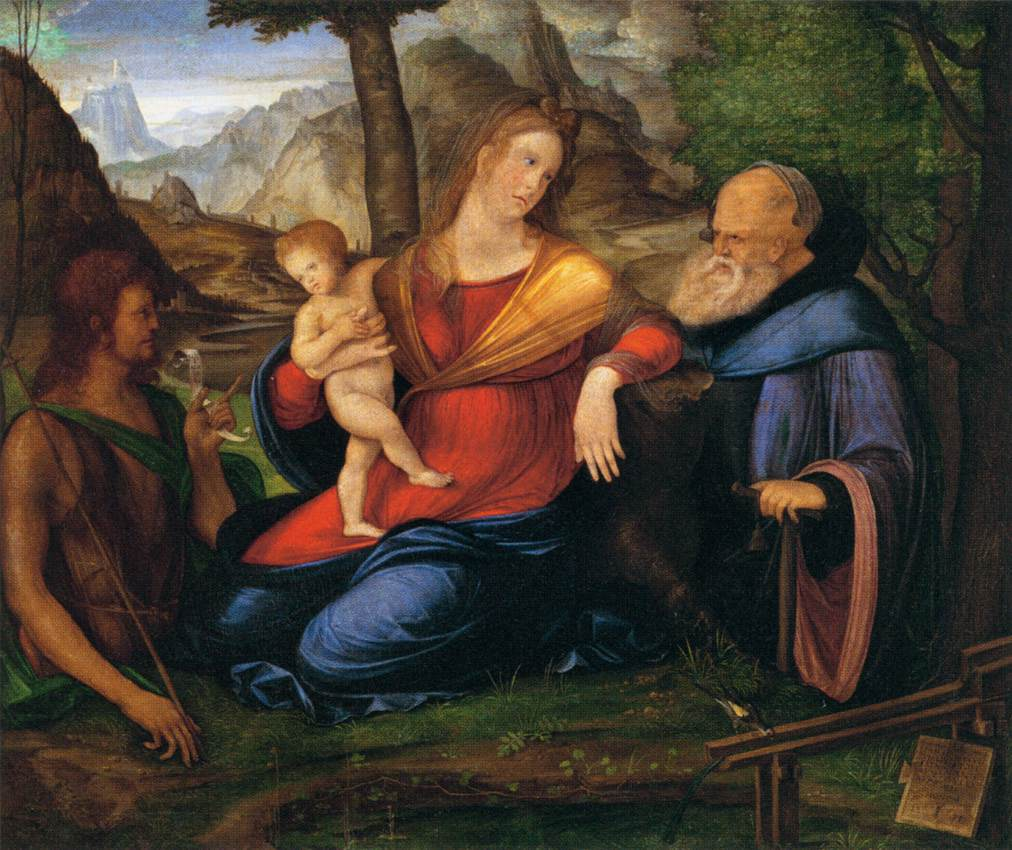
Vierge à la fontaine (ca. 1490, musée du Louvre).
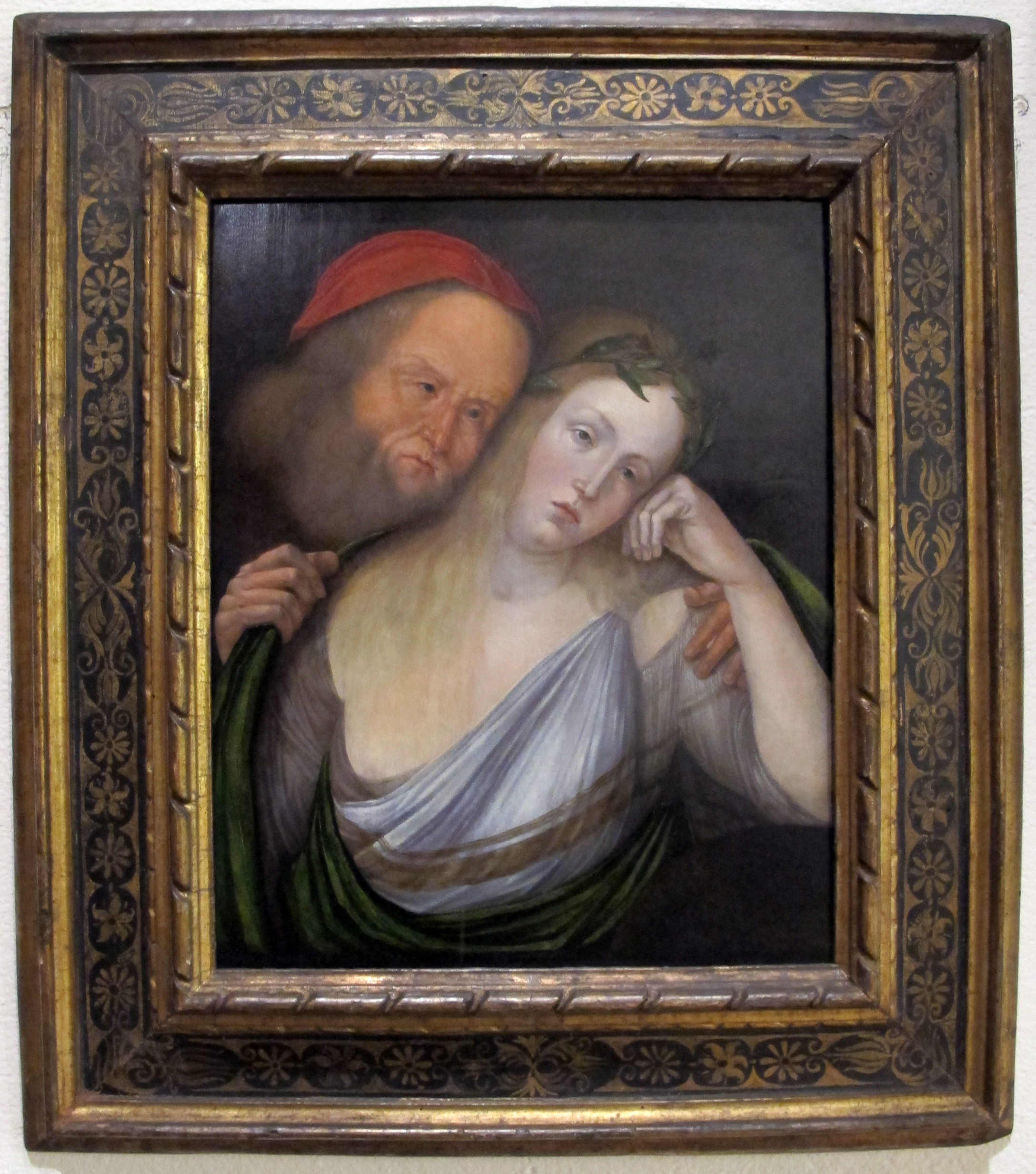
Vieil homme et jeune femme 1503, Philadelphie.
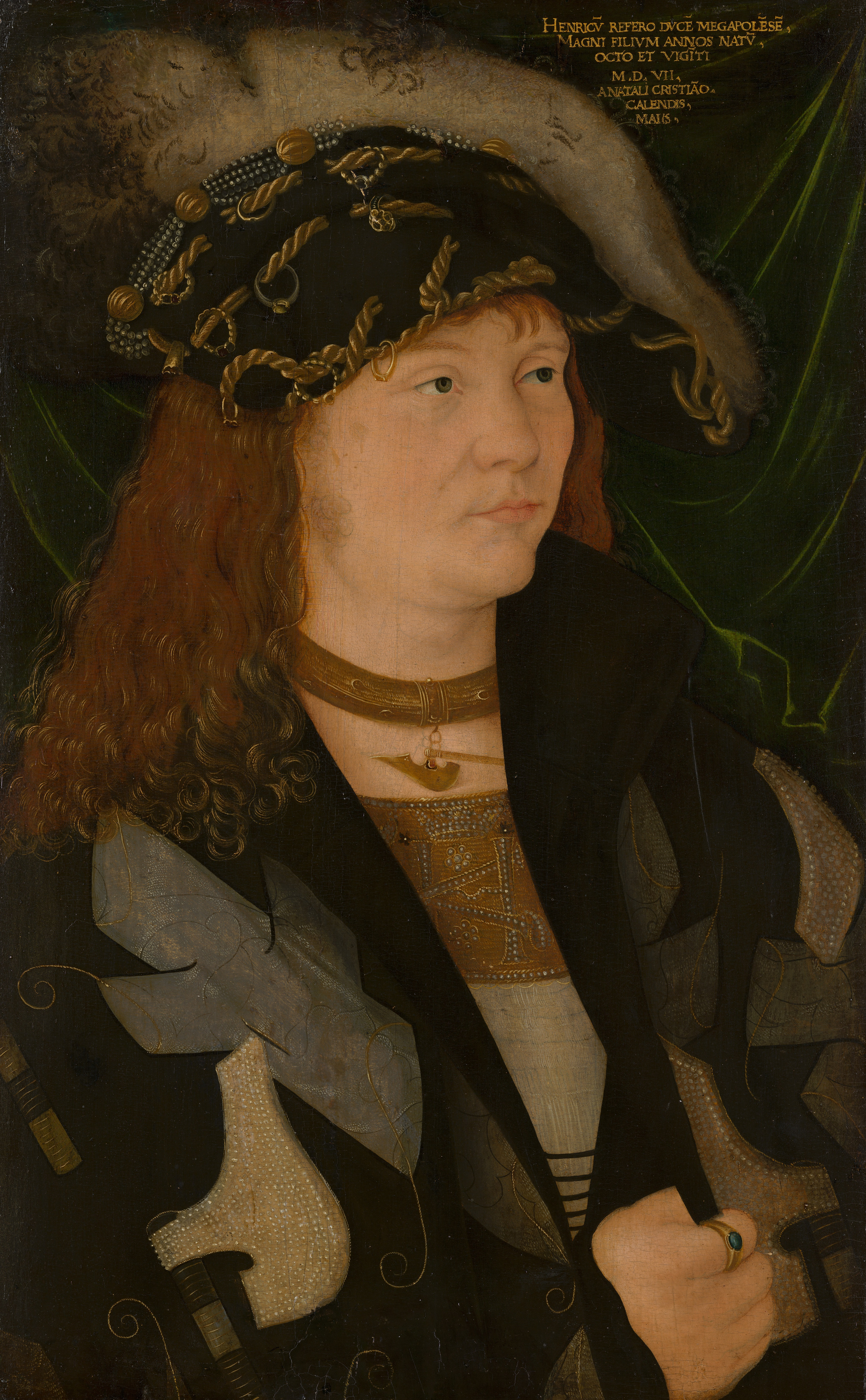
Henri de Mecklenburg 1507, Mauritshuis.

### Gravures

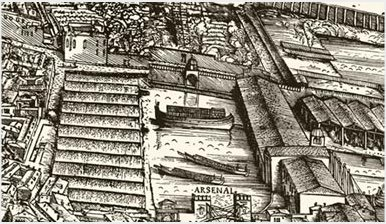
Plus ancienne gravure représentant un Bucentaure.

- La Victoire et la Renommée, vers 1498-1500
- Apollon et Diane, vers 1503-1504[24]
- Le Christ ressuscité, vers 1504-1504
- Femme au miroir, vers 1504
- Mars et Vénus, vers 1510
- Pégase, vers 1510-1515
- Judith, Université de Liège (Belgique)
- L'Adoration des mages, Université de Liège (Belgique)
- La Sainte Famille avec Saint Paul, Université de Liège (Belgique)
- Saint Sébastien[25]